# Tagebau Goitzsche
Der Tagebau Goitzsche war ein Tagebau des Bitterfelder Bergbaureviers zur Gewinnung von Braunkohle südöstlich von Bitterfeld und nördlich von Delitzsch.

## Geographische Lage

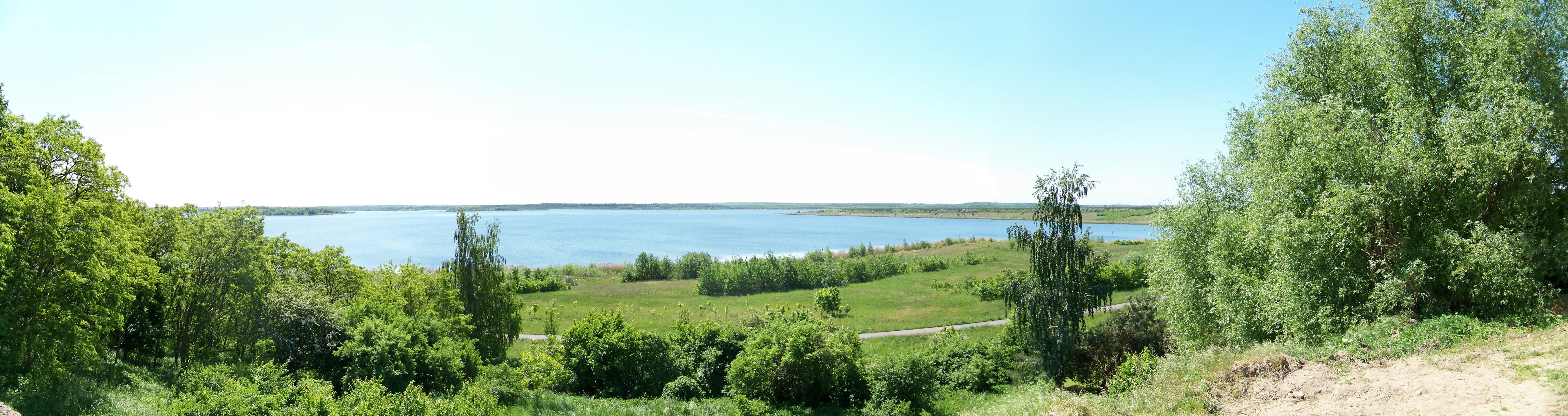
Panorama der Goitzsche von Pouch aus

Die Goitzsche liegt im Gebiet der unteren Mulde im Zentrum des Bitterfelder Braunkohlereviers. Sie umringt die Stadt Bitterfeld vom Nordosten bis zum Südwesten. Der ehemalige Tagebau Goitzsche mit seinen zahlreichen Baufeldern und heutigen Tagebaurestlöchern verteilt sich zu ca. zwei Dritteln auf das Land Sachsen-Anhalt (Landkreis Anhalt-Bitterfeld) und zu einem Drittel auf den Freistaat Sachsen (Landkreis Nordsachsen).
Im Einzugsbereich der Goitzsche befinden sich drei große naturräumliche Gliederungseinheiten. In nordöstlicher Richtung grenzt das Gebiet an die Dübener und Dahlener Heide, südlich an die Leipziger Tieflandsbucht und im Nord-Westen an die Köthener Lößebene.
Im Nordteil des ehemaligen Tagebaus entstand nach der Renaturierung der Große Goitzschesee, der aus den Teilseen Mühlbeck (Bernsteinsee), Niemegk, Döbern und Bärenhof besteht. Im Süden entstanden an der Landesgrenze von Sachsen-Anhalt und Sachsen der Seelhausener See im Südosten und der Paupitzscher, Neuhäuser, Holzweißiger und Ludwigsee im Südwesten.

## Geschichte

### Vorgeschichte
Der Name des Tagebaus Goitzsche leitet sich von dem hier ursprünglich befindlichen Auwald ab. Im Gebiet um Bitterfeld wurde Ende des 17. Jahrhunderts (1680) die erste Braunkohle gefunden. Mit Aufschluss der 6 ha großen Grube Auguste (heutiger Gänsesee) im Jahr 1837 begannen die ersten bergbaulichen Aktivitäten im Südwesten der Goitzsche, nahe den Ortschaften Petersroda und Holzweißig. Der weitere Abbau folgte dem Braunkohleflöz von West nach Ost. Erste Abnehmer des hochwertigen Brennstoffs waren ansässige Tuchfabriken, Färbereien, Zuckerfabriken, Brennereien, Kleingewerbe, Ziegeleien und der Hausbrand. Begünstigt durch die Eröffnung der heutigen Bahnstrecken Magdeburg–Leipzig und Trebnitz–Bitterfeld–Leipzig dehnte sich der Absatzmarkt für Braunkohle unter anderem bis nach Halle und Leipzig aus. Der erhöhte Bedarf an Elektroenergie und fossilen Brennstoffen im 19. und 20. Jahrhundert und die Ansiedlung von chemischer Industrie führte 1908 zum Aufschluss des ersten Großtagebaus Leopold bei Holzweißig. 1922 erfolgte der Aufschluss der Grube Ludwig bei Paupitzsch, die jedoch 1928 aus wirtschaftlichen Gründen wieder geschlossen wurde. Die Grube Pistor bei Petersroda wurde 1939 zur Versorgung der chemischen Werke in Bitterfeld und Wolfen eröffnet. Er trug von 1948 bis 1954 den Namen Freiheit I.

### Entstehung und Betrieb des Tagebaus Goitzsche

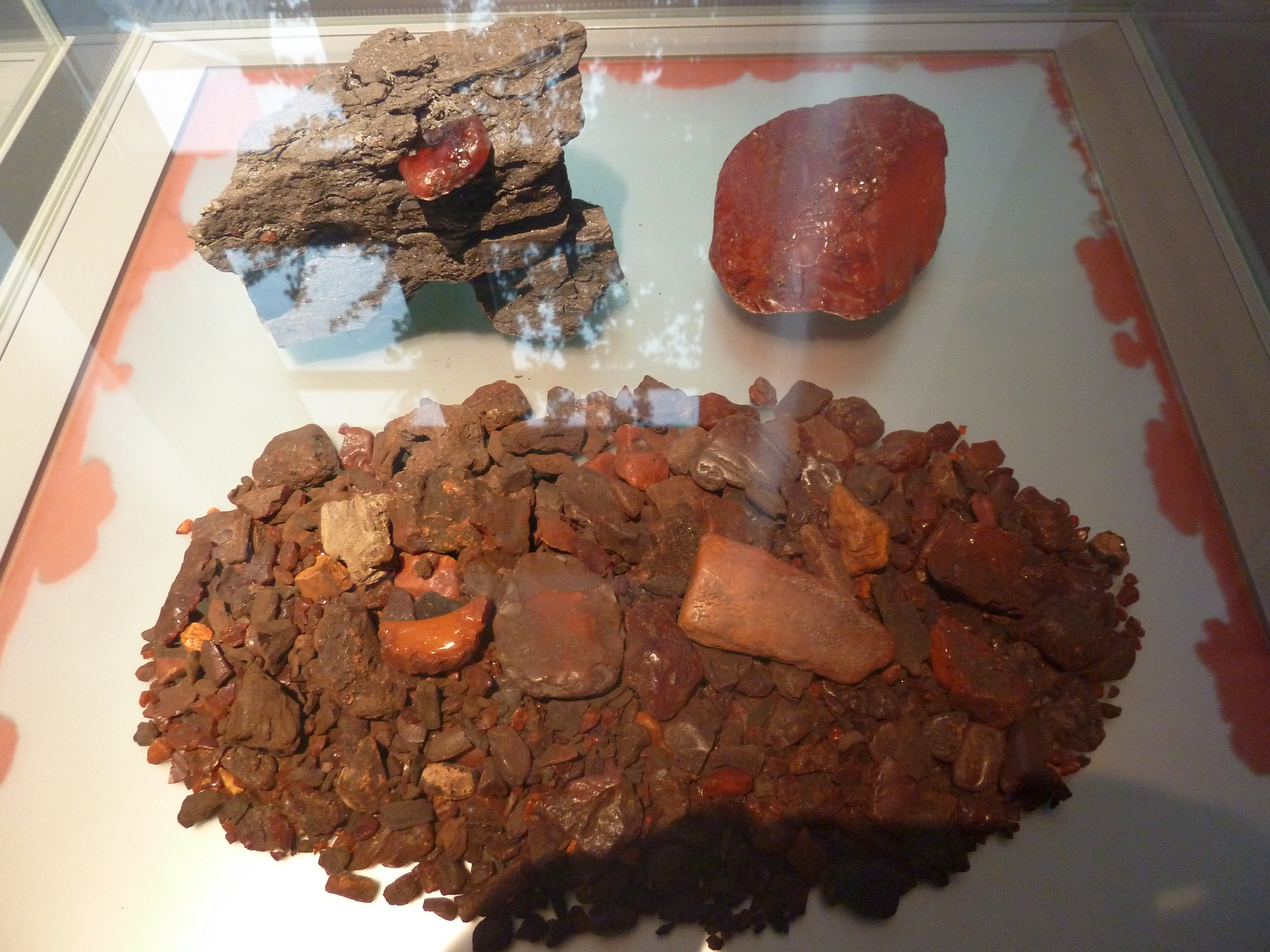
Bitterfelder Bernstein im Muttergestein

1948/49 begann mit dem Aufschluss der Grube Goitzsche der großflächige Abbau der Braunkohle. Bereits 1952 verließ der erste Kohlezug aus dem Neuaufschluss die Goitzsche. Die benachbarte Grube Leopold wurde ab 1945 unter dem Namen Holzweißig–Ost weitergeführt und bis 1962 betrieben. 1958 erfolgte der Aufschluss des Tagebaus Holzweißig-West.
Um den Abbau der Braunkohle zu ermöglichen, wurde zwischen 1949 und 1951 der 14 km lange Lober-Leine-Kanal gebaut, der das Wasser der beiden Bäche Lober und Leine aufnimmt und direkt in die Mulde ableitet. Aufgrund der Erweiterung des Tagebaus wurde 1975 der Flusslauf der Mulde auf einer Länge von 11 km verlegt und ab 1976 durch den ausgekohlten Tagebau Muldenstein (1954–1975) gelegt. Durch die Flutung entstand der Muldestausee. Dies war das größte wasserbauliche Projekt der 1970er-Jahre in ganz Deutschland.
Während der Betriebszeit des Tagebaus Goitzsche mit seinen zahlreichen Baufeldern wurden ca. 3800 Einwohner der Orte Paupitzsch, Niemegk, Döbern, Seelhausen und Teilen von Petershausen und Sausedlitz umgesiedelt. Anschließend folgte die Devastierung und Überbaggerung dieser Orte.
1980 erfolgte die Stilllegung des Tagebaus Holzweißig-West. 1985 begann der Aufschluss des Tagebaus Rösa. Dieser war mit einer Laufzeit bis 2038 geplant und hätte zu einer weiteren Verlegung der Mulde, der Verlegung der Fernverkehrsstraße zwischen Pouch und Schwemsal sowie der Abbaggerung sechs weiterer Orte geführt. Die Veränderung des Bedarfs an fossilen festen Brennstoffen nach der Wiedervereinigung führte jedoch zu einem sofortigen Ende der Braunkohleförderung. 1991 wurde daher der Tagebau Goitzsche stillgelegt. In den folgenden Jahren wurden sämtliche Gruben rund um Bitterfeld geschlossen.

### Rekultivierung des Tagebaus Goitzsche
Nach der 1991 erfolgten Stilllegung wurde mit der Sanierung der Goitzsche durch die Lausitzer und Mitteldeutsche Bergbau-Verwaltungsgesellschaft (LMBV) begonnen. Die von 1991 bis 1998 dauernden Sanierungsmaßnahmen betrafen die Standsicherheit der Böschungen, die Demontage der Tagebaugroßgeräte und Schienenfahrzeuge, den Rückbau der Gleisanlagen und Rohrleitungen, die Ausräumung kontaminierter Stoffe sowie wasserbauliche Maßnahmen. In dieser Zeit wurden ca. 56 Mio. m³ Abraum auf einem Areal von auf ca. 830 ha bewegt, das einerseits begrünt und in forstwirtschaftliche Nutzung überführt (500 ha) und andererseits mit einer Zwischenbegrünung versehen (300 ha) wurde. Um die geotechnische Sicherheit zu gewährleisten, war eine Wasserhebung von 366 m³ notwendig.
Als weitere Rekultivierungsmaßnahmen der Bergbaufolgelandschaften erfolgte von 1993 bis 2005 die Flutung des ehemaligen Tagebaus Holzweißig-West. Dadurch entstanden u. a. der Paupitzscher und Neuhäuser See auf sächsischer Seite, sowie der Holzweißiger und Ludwigsee auf sachsen-anhaltischer Seite.
Das Tagebaurestloch Rösa wurde von Ende Juli 2000 aus der Mulde über eine Rohrleitung gefüllt, bis diese im Jahr 2002 durch das Muldehochwasser zerstört wurde. Seit diesem Ereignis wurde es durch den Lober-Leine-Kanal gespeist. Im Jahr 2005 wurden die Flutungsarbeiten abgeschlossen. Für den neu entstandenen Seelhausener See ist eine weitere Nutzung als Naherholungsgebiet in Planung.

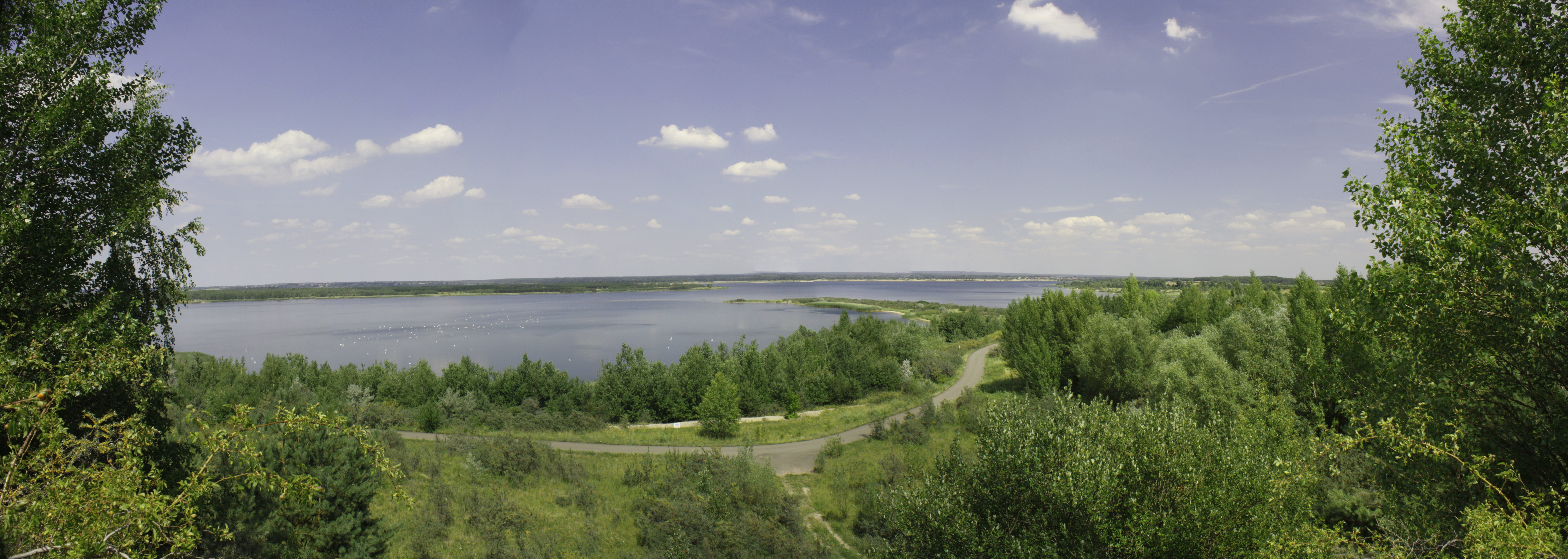
Seelhausener See

Der ehemalige Tagebau Goitzsche wurde seit Mai 1999 mit Fremdwasser aus der Mulde geflutet. Das geplante Ende der Flutung im Jahr 2006 wurde ebenfalls durch das Muldehochwasser bereits 2002 erreicht. Seit 2005 ist der Große Goitzschesee für den Wassersport freigegeben.

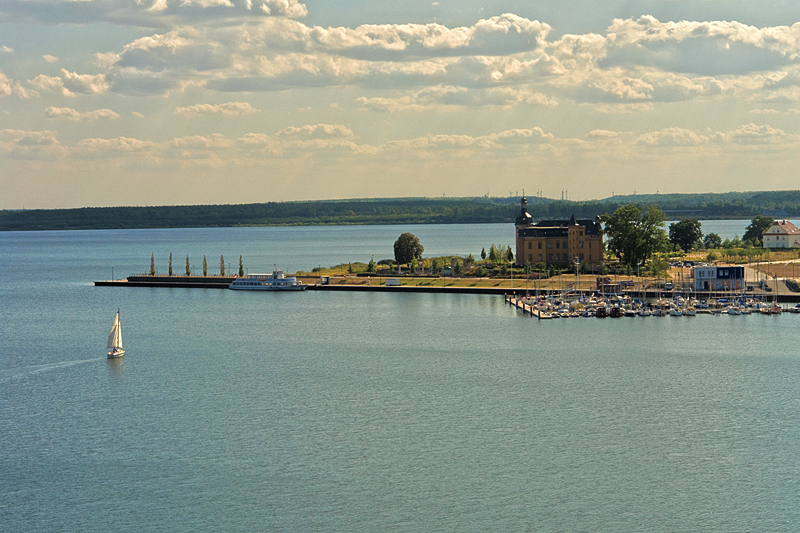
Goitzschesee mit Bernsteinvilla

## Förderleistung des Tagebaus
In den 80 Jahren Abbautätigkeit erreichten die drei Tagebaue eine Fläche von ca. 62 km², von der allein der Tagebau Goitzsche 36 km² in Anspruch nahm. In dieser Zeit wurden insgesamt 1,275 Mrd. m³ Rohbraunkohle gewonnen und 498,7 Mio. t Abraum bewegt. Um das 10–12 m mächtige Bitterfelder Kohleflöz gewinnen zu können, musste vorher eine Schicht von 30 bis 40 m Deckgebirge abgetragen werden.
Neben der Kohleförderung wurde in der Goitzsche auch Bernstein gewonnen. Bereits ab 1848 sind immer wieder kleine Funde bernsteinartigen Harzes dokumentiert. Erst 1933 wurden die erneuten Funde erstmals wissenschaftlich untersucht. 1955 wurde das Bitterfelder Bernsteinvorkommen im Tagebau Goitzsche freigelegt, die eingehende Lagerstätten- und geologische Erkundung erfolgte ab 1975. Die anschließende Gewinnung des Materials galt vornehmlich der Schmuckindustrie. Mit bis zu 50 Tonnen geförderten Bernsteins pro Jahr und einer Gesamtförderung (1975 bis 1990) von mehr als 400 Tonnen handelte es sich bei der Goitzsche um den größten Bernsteintagebau in Deutschland nach dem Zweiten Weltkrieg.
Beim Abtragen der oberen Schichten des Deckgebirges wurden 4000–6000 Jahre alte Mooreichenstämme gefunden, die teilweise Spuren menschlicher Bearbeitung aufweisen und die Vermutung zulassen, dass aus dem Holz Arbeitsgeräte hergestellt wurden.

## Umgesiedelte Ortschaften
| Umsiedlungsorte            | Einwohner | Abbaujahr |
| -------------------------- | --------- | --------- |
| Döbern                     | 506       | 1982      |
| Niemegk                    | 2000      | 1978      |
| Paupitzsch mit Gut Neuhaus | 600       | 1976      |
| Petersroda (Teil des Orts) |           |           |
| Sausedlitz (Teil des Orts) | 450       | 1989–92   |
| Seelhausen                 | 156       | 1987      |
| Zöckeritz                  |           | 1956      |